# Lilium amabile

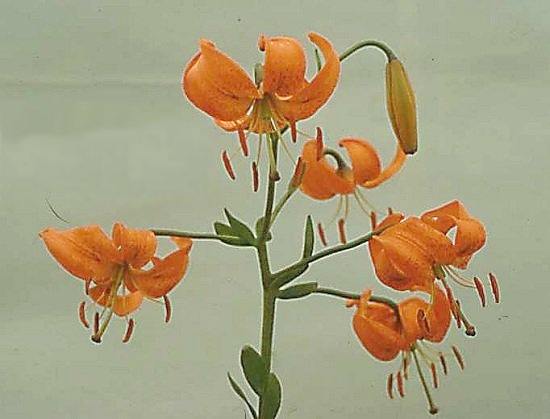
Lilium amabile, orangerote Form

Lilium amabile (Synonym: Lilium fauriei) ist eine Art aus der Gattung der Lilien (Lilium) in der Sektion Sinomartagon.

## Beschreibung
Die Zwiebel von Lilium amabile ist eiförmig bis rund, weiß, 3 bis 4 Zentimeter hoch und hat einen Durchmesser von 2,5 bis 3 Zentimeter. Die zahlreichen eng anliegenden Schuppen sind lanzettlich bis lanzettlich-eiförmig, spitz zulaufend, rund 4 Zentimeter lang und rund 2,5 Zentimeter breit. Die Pflanze erreicht eine Wuchshöhe von 40 bis 100 Zentimeter, der dunkelgrüne, am Ansatz bewurzelte Stängel ist im Querschnitt zylindrisch und mit weißen, festen und kurzen Haaren besetzt.
Die ungestielten, drei- bis mehrnervigen Laubblätter sind schmal lanzettlich, spitz zulaufend bis schwach stumpf und stehen horizontal gespreizt bis schwach hängend verstreut in den oberen beiden Dritteln des Stängels. Sie sind 2 bis 9 Zentimeter lang, 5 bis 10 Millimeter breit und auf beiden Seiten dicht mit festen, weißen Haaren besetzt, der schwach zurückgebogene Rand ist bewimpert, die Spitze ist leicht verdickt und braun.
Blütezeit ist von Ende Juni bis Anfang Juli. Der Blütenstand ist eine Traube aus ein bis drei (selten bis sechs) nickenden, unangenehm duftenden Blüten, es sind zwei Tragblätter vorhanden, selten eines. Der mit kurzen Härchen dicht besetzte Blütenstiel ist 2,5 bis 5 Zentimeter lang.
Die gleichgestalteten Blütenhüllblätter sind stark zurückgeschlagen, meist rot, gelegentlich dunkelrot orange oder gelb und dicht schwarz gefleckt, auf der Außenseite papillös und am Ansatz genagelt. Sie sind 3,5 bis 5,5 Zentimeter lang, die des äußeren Blütenblattkreises sind lanzettlich und 8 bis 10 Millimeter, die des inneren lanzettlich-eiförmig und 1,4 bis 1,6 Zentimeter breit. Die Nektarrinne ist papillös und rund 2 Zentimeter lang.
Die Staubblätter sind kürzer als die Blütenhüllblätter, die Staubfäden glatt und ahlenförmig, die Staubbeutel schokoladenbraun und der Pollen zinnoberrot. Der schwach eckige Fruchtknoten ist 10 bis 12 Millimeter lang und 3 Millimeter breit, der gebogene Griffel rund 12 Millimeter lang, die verdickte, gelappte Narbe rötlich braun. Die Kapsel ist 2,5 bis 3 Zentimeter lang, 1,5 bis 1,8 Zentimeter dick und umgekehrt eiförmig bis elliptisch.
Die Chromosomenzahl beträgt 2n = 24.

## Verbreitung
Lilium amabile ist in der chinesischen Provinz Liaoning und in Südkorea beheimatet. In Südkorea findet sie sich in Höhenlagen zwischen 100 und 1400 Metern, bevorzugt auf sonnig gelegenen Hängen in nährstoffarmen Vulkanerden, Granit- und Sandböden.

## Taxonomie und Systematik
Die Art wurde 1901 von Ivan Vladimirovich Palibin (1872–1949) in Trudy Imperatorskago S.-Peterburgskago Botaniceskago Sada. Acta Horti Petropolitani. St. Petersburg Band 18, Seite 113 als Lilium amabile erstbeschrieben. Das Epitheton verweist auf ihr ansprechendes Äußeres (amabile = lieblich), sie wird der Sektion Sinomartagon zugeordnet. 1939 wurde anhand gelbblühender Exemplare aus Kultur die Varietät Lilium amabile var. luteum beschrieben, die heute allerdings nicht mehr akzeptiert wird. Lilium amabile steht morphologisch Lilium floridum nahe.
Ein Synonym von Lilium amabile Palib. ist Lilium amabile var. flavum Y.N.Lee.

## Nachweise
- Liang Songyun, Minoru N. Tamura: Lilium amabile. In: Flora of China 24, S. 144, Online
- Alfred Grove: A Supplement to Elwes' Monograph of the Genus Lilium, Part II, 1935, S. 17–18
- Young Jin Kim: Lily Industry And Research, And Native Lilium Species In Korea In: Jong Suk Lee, Mark S. Roh: (Hrsg.) International Symposium on the Genus Lilium : Taejon, Korea August 28 - September 1, 1994., Wageningen, International Society for Horticultural Science, 1996, ISBN 90-6605-977-X, S. 69–79
- Mark Wood, Lily Species - Notes and Images. CD-ROM, Fassung vom 13. Juli 2006